# 岭背镇 (于都县)
岭背镇，是中华人民共和国江西省赣州市于都县下辖的一个乡镇级行政单位。

## 行政区划
岭背镇下辖以下地区：
于山社区、岭背村、东坑村、长富村、大窝村、金星村、金溪村、禾溪埠村、小禾溪村、禾溪村、山田村、兰龙村、太阴山村、上营村、谢屋村、水头村、蛤蟆石村、燕溪村、布坑村、塘内村、塘外村、大塘村、录田村、阳田村、元峰村、下拔村和小岭村。